# 社会民主和谐党
社会民主和谐党，简称社民谐党（KDM），是马来西亚沙巴州的一个政党。由彼得安东尼和朱益努丁创建。它主要是由沙巴本地卡达山及杜顺族组成的多元种族政党，使用KDM的简称是代表该党所服务的土著社群名称的参考。

## 创立
社会民主和谐党于2022年2月18日在沙巴亚庇成立。创始人是人民复兴党前副主席兼文那纳区州议员彼得安东尼及林巴浩区州议员朱益努丁。两人于2020年12月28日在沙巴亚庇国际机场宣布退出民兴党后，表明会另组新政党，而新政党将会支持沙巴人民联盟领导的州政府以及首相依斯迈沙比利领导的联邦政府。创始人之一彼得安东尼解释创党原因，是因为不满民兴党西渡西马半岛的决定，已经偏离当初创党时要为沙巴及沙巴人民争取权益的宗旨。曾与彼得安东尼是重要盟友的民兴党主席沙菲益阿达则认为，彼得安东尼退党，与其官司缠身有关，并对林巴浩区州议员朱益努丁受到影响下仓促做出退党决定，对两人感到失望。

### 注册批准
2022年2月21日，从吉隆坡返回沙巴的彼得安东尼在沙巴亚庇国际机场上透露，社会民主和谐党已在2022年2月18日获得社团注册局的批准，正式注册为合法政党，将在3月13日正式在亚庇举行推介礼、宗旨宣言及领导层名单，并计划申请加入沙巴首席部长哈芝芝诺领导的沙巴人民联盟。

### 2022年马来西亚大选
在马来西亚第15届大选中，不与任何一方合作，而上阵沙巴州7国席。直到大选结果后，社会民主和谐党只赢取哥打马都鲁选区，不过赢取丹南和古达的独立人士后来也加盟该党。马来西亚在大选后就陷入了悬峙议会，没有一方掌握多数国会议员支持组政府的局面。该党主席彼得安东尼最初表态三名社会民主和谐党议员支持国民联盟主席慕尤丁出任马来西亚首相，不过11月24日安华宣誓出任马来西亚首相后，社会民主和谐党转向表态支持安华出任首相，彼得安东尼和其他三名议员也与安华见面，社会民主和谐党正式加入团结政府，成为执政方一员。
2023年1月，由于沙巴首席部长哈芝芝诺领导的沙巴人民联盟与沙巴国民阵线分道扬镳，社会民主和谐党跟随国阵立场而退出对哈芝芝诺的支持。

## 当选代表

### 国会下议院
| 州属 | 选区编号 | 国会选区   | 国会议员     |
| ---- | -------- | ---------- | ------------ |
| 沙巴 | P168     | 哥打马鲁都 | 威特隆峇汉达 |
| 总数 | 沙巴 (1) | 沙巴 (1)   | 沙巴 (1)     |

### 州议会
该党在沙巴州议会拥有的议席。
| 州属 | 选区编号 | 选区     | 当选议员   |
| ---- | -------- | -------- | ---------- |
| 沙巴 | N42      | 文那纳   | 彼得安东尼 |
| 沙巴 | N27      | 林巴浩   | 朱益努丁   |
| 总数 | 沙巴 (2) | 沙巴 (2) | 沙巴 (2)   |

## 历届大选成绩
| 大选 | 当选议席数量 | 参选议席数量 | 议席百分比 | 总得票 | 得票率   | 选举结果 | 领袖       |
| ---- | ------------ | ------------ | ---------- | ------ | -------- | -------- | ---------- |
| 2022 | 1 / 222      | 7            | 2.22%      | 24.318 | 87.0672% | ▲1席     | 彼得安东尼 |